# Head On (videojuego)
Head On es un juego de arcade lanzado en 1979 por Sega. Los autos avanzan continuamente a través de canales rectangulares en un simple laberinto. En las cuatro direcciones cardinales hay espacios donde un automóvil puede cambiar de carril. El objetivo es recoger puntos en el laberinto y evitar colisiones con el coche controlado por computadora que también está acumulando puntos. Es el primer juego de laberintos en el que el objetivo es correr por encima de los puntos, y Head On se considera un precursor del éxito Pac-Man de Namco en 1980.

## Puertos
Head On fue portado al Commodore 64 en 1982, así como también al VIC-20 y Nintendo Game Boy. El puerto Game Boy es de Tecmo. Head On apareció más tarde en la colección de Sega Saturn Sega Memorial Selection Vol.1 y en la colección de PlayStation 2 Sega Ages Vol. 23.

## Secuelas
Una secuela muy similar fue lanzada el mismo año que el original: Head On 2. Fue licenciado para Nintendo y lanzado como Head On N.
Un sucesor espiritual, Pacar, fue lanzado para el Sega SG-1000. La versión presenta gráficos actualizados, un entorno 3D falso, varios autos enemigos que persiguen al jugador de diversas maneras, túneles que salen del laberinto y Power Pellets que son producidos por el jugador para eliminar a los autos enemigos. Estas adiciones lo hacen más como un clon de Pac-Man.
Una versión para teléfono móvil de '"Head On titulada Sonic's Head On fue lanzada exclusivamente en Japón en 2000.

## Clones
Exidy's Crash fue lanzado en salas recreativas el mismo año Head On. El juego de arcade Fast Lane de Konami, lanzado en 1987, es Head On con gráficos mejorados y algunas características adicionales.
Head On demostró ser un concepto popular para clonar para sistemas domésticos. Los clones incluyen Car Wars para Texas Instruments TI-99/4A, Killer Car para Spectravideo, Car Chase para ZX Spectrum, Dodge 'Em para Atari 2600, Dodge Racer para la familia Atari de 8 bits y Tunnels of Fahad para la TRS-80.